# Umpijärvi (sjö i Finland)
Umpijärvi är en sjö i Finland. Den ligger i kommunen Ilomants i landskapet Norra Karelen, i den sydöstra delen av landet, 400 km nordost om huvudstaden Helsingfors. Umpijärvi ligger 146,5 meter över havet. Den är 7,6 meter djup. Arean är 1,57 kvadratkilometer och strandlinjen är 12,29 kilometer lång. Sjön  ingår i Jänisjokis huvudavrinningsområde.   I omgivningarna runt Umpijärvi växer i huvudsak blandskog.